# Emma Eliza Regan

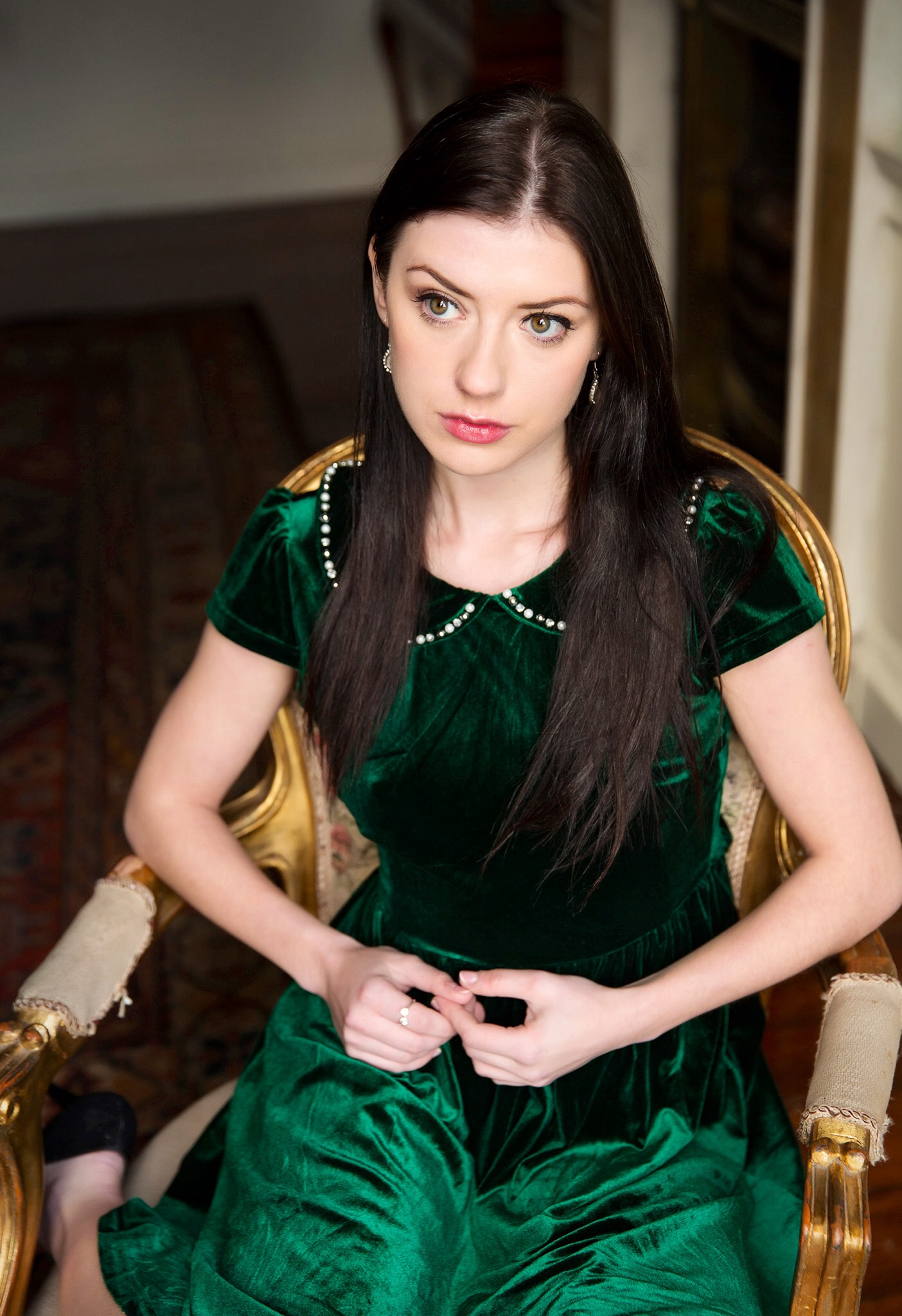
Emma Eliza Regan (2014)

Emma Eliza Regan (* 4. Dezember 1992 in Moycullen (Maigh Cuilinn), County Galway) ist eine irische Schauspielerin.

## Biografie
Regan wuchs nach ihrer Geburt in ihrem Geburtsort auf, wo ihr Vater ein Pub betreibt. Sie absolvierte eine Ballettausbildung sowie eine Ausbildung im zeitgenössischen Tanz. Danach wechselte sie zur Schauspielerei.
Regan tritt häufig in Produktionen des irischen Regisseurs Ivan Kavanagh auf. 2010 spielte sie im Kurzfilm The Death of James Connolly mit, der sich mit den letzten Stunden des irischen Gewerkschaftsführers James Connolly beschäftigt. 2012 trat sie in der ersten Folge der zweiten Staffel (The Dramatist) der Krimiserie Jack Taylor mit Iain Glen in der Hauptrolle auf.
In Deutschland wurde sie durch ihre Rolle im Donnerstagskrimi der ARD, Der Irland-Krimi: Mädchenjäger einem größeren Publikum bekannt.

## Filmografie (Auswahl)
- 2007: Tin Can Man (Horrorfilm von Ivan Kavanagh)
- 2008: Our Wonderful Home (von Ivan Kavanagh)
- 2009: The Fading Light (von Ivan Kavanagh)
- 2010: The Death of James Connolly (Kurzfilm)
- 2011: Am Ende eines viel zu kurzen Tages
- 2012: Jack Taylor – 1 Episode
- 2014: Darkness On The Edge Of Town
- 2019: Der Irland-Krimi: Mädchenjäger